# Ding Junhui
Ding Junhui (Chinees: 丁俊晖; Hanyu Pinyin: Dīng Jùnhuī) (prefectuur Yixing, provincie Jiangsu, 1 april 1987) is een Chinees professioneel snookerspeler. Tijdens het snookerseizoen woont Ding Junhui in het Verenigd Koninkrijk.
Al op negenjarige leeftijd begon Junhui snooker te spelen. Zijn vader was een liefhebber van snooker. Hij speelde voor het eerst met zijn vader en zijn vrienden. Sindsdien is hij het op een steeds hoger niveau gaan spelen, en in 2003 werd zijn ijver beloond met de eerste plaats op de ranglijst van China. In 2005 won hij zijn eerste professionele rankingtoernooi, de China Open in Peking. Later dat jaar kwam het UK Championship in York erbij, en in 2006 won hij de Northern Ireland Trophy in Belfast. In de finale van deze drie toernooien versloeg hij telkens een meervoudige wereldkampioen (respectievelijk Stephen Hendry, Steve Davis en Ronnie O'Sullivan). In januari 2007 bereikte hij de finale van de Masters, die hij verloor van Ronnie O'Sullivan. In het laatste toernooi van 2009, de UK Championship, versloeg Ding John Higgins, wederom een meervoudig wereldkampioen, met 10-8.
In september 2013 won Ding zijn zevende rankingtoernooi, de Shanghai Masters, door in de finale zijn landgenoot Xiao Guodong met 10-6 te verslaan. Het was voor het eerst dat in een finale van een rankingtoernooi twee Chinese spelers tegen elkaar speelden.
In mei 2016 haalde Ding Junhui de finale van het wereldkampioenschap snooker, hij was de eerste Aziatische speler in de finale ooit. Hij verloor met 14–18 van de Engelsman Mark Selby.

## Belangrijkste resultaten

### Rankingtitels
| #   | Seizoen     | Toernooi                         | Verliezend finalist | Verliezend finalist | Score |
| --- | ----------- | -------------------------------- | ------------------- | ------------------- | ----- |
| 1.  | 2004 / 2005 | China Open                       | Stephen Hendry      | SCO                 | 9-5   |
| 2.  | 2005 / 2006 | UK Championship                  | Steve Davis         | ENG                 | 10-6  |
| 3.  | 2006 / 2007 | Northern Ireland Trophy          | Ronnie O'Sullivan   | ENG                 | 9-6   |
| 4.  | 2009 / 2010 | UK Championship                  | John Higgins        | SCO                 | 10-8  |
| 5.  | 2011 / 2012 | Welsh Open                       | Mark Selby          | ENG                 | 9-6   |
| 6.  | 2012 / 2013 | Players Tour Championship Finals | Neil Robertson      | AUS                 | 4-3   |
| 7.  | 2013 / 2014 | Shanghai Masters                 | Xiao Guodong        | CHN                 | 10-6  |
| 8.  | 2013 / 2014 | Indian Open                      | Aditya Mehta        | IND                 | 5-0   |
| 9.  | 2013 / 2014 | International Championship       | Marco Fu            | HKG                 | 10-9  |
| 10. | 2013 / 2014 | German Masters                   | Judd Trump          | ENG                 | 9-5   |
| 11. | 2013 / 2014 | China Open                       | Neil Robertson      | AUS                 | 10-5  |
| 12. | 2016 / 2017 | Shanghai Masters                 | Mark Selby          | ENG                 | 10-6  |
| 13. | 2017 / 2018 | World Open                       | Kyren Wilson        | ENG                 | 10-3  |
| 14. | 2019 / 2020 | UK Championship                  | Stephen Maguire     | SCO                 | 10-6  |
| 15. | 2024 / 2025 | International Championship       | Chris Wakelin       | ENG                 | 10-7  |

### Minor-rankingtitels
| #  | Seizoen     | Toernooi                         | Verliezend finalist | Verliezend finalist | Score |
| -- | ----------- | -------------------------------- | ------------------- | ------------------- | ----- |
| 1. | 2010 / 2011 | Players Tour Championship - PTC5 | Jamie Jones         | WAL                 | 4-1   |
| 2. | 2012 / 2013 | Players Tour Championship - ET5  | Anthony McGill      | SCO                 | 4-2   |
| 3. | 2014 / 2015 | Players Tour Championship - AT1  | Michael Holt        | ENG                 | 4-2   |
| 4. | 2015 / 2016 | Players Tour Championship - AT1  | Ricky Walden        | ENG                 | 4-3   |

### Niet-rankingtitels
| #  | Seizoen     | Toernooi                   | Verliezend finalist | Verliezend finalist | Score |
| -- | ----------- | -------------------------- | ------------------- | ------------------- | ----- |
| 1. | 2008 / 2009 | Jiangsu Classic            | Mark Selby          | ENG                 | 6-5   |
| 2. | 2010 / 2011 | Masters                    | Marco Fu            | HKG                 | 10-4  |
| 3. | 2011 / 2012 | Championship League        | Judd Trump          | ENG                 | 3-1   |
| 4. | 2016 / 2017 | Six-red World Championship | Stuart Bingham      | ENG                 | 8-7   |
| 5. | 2022 / 2023 | Six-red World Championship | Thepchaiya Un-Nooh  | THA                 | 8-6   |

### Wereldkampioenschap
Hoofdtoernooi (laatste 32 of beter):
| #   | Seizoen     | Editie  | Prestatie    | Extra                                   |
| --- | ----------- | ------- | ------------ | --------------------------------------- |
| 1.  | 2006 / 2007 | WK 2007 | Laatste 32   | Verloor met 10-2 van Ronnie O'Sullivan  |
| 2.  | 2007 / 2008 | WK 2008 | Laatste 16   | Verloor met 13-7 van Stephen Hendry     |
| 3.  | 2008 / 2009 | WK 2009 | Laatste 16   | Verloor met 13-10 van Stephen Hendry    |
| 4.  | 2009 / 2010 | WK 2010 | Laatste 16   | Verloor met 13-6 van John Higgins       |
| 5.  | 2010 / 2011 | WK 2011 | Halve finale | Verloor met 17-15 van Judd Trump        |
| 6.  | 2011 / 2012 | WK 2012 | Laatste 32   | Verloor met 10-9 van Ryan Day           |
| 7.  | 2012 / 2013 | WK 2013 | Kwartfinale  | Verloor met 13-7 van Barry Hawkins      |
| 8.  | 2013 / 2014 | WK 2014 | Laatste 32   | Verloor met 10-9 van Michael Wasley     |
| 9.  | 2014 / 2015 | WK 2015 | Kwartfinale  | Verloor met 13-4 van Judd Trump         |
| 10. | 2015 / 2016 | WK 2016 | Finale       | Verloor met 18-14 van Mark Selby        |
| 11. | 2016 / 2017 | WK 2017 | Halve finale | Verloor met 17-15 van Mark Selby        |
| 12. | 2017 / 2018 | WK 2018 | Kwartfinale  | Verloor met 13-5 van Barry Hawkins      |
| 13. | 2018 / 2019 | WK 2019 | Laatste 16   | Verloor met 13-9 van Judd Trump         |
| 14. | 2019 / 2020 | WK 2020 | Laatste 16   | Verloor met 13-10 van Ronnie O'Sullivan |
| 15. | 2020 / 2021 | WK 2021 | Laatste 32   | Verloor met 10-9 van Stuart Bingham     |
| 16. | 2021 / 2022 | WK 2022 | Laatste 32   | Verloor met 10-8 van Kyren Wilson       |
| 17. | 2022 / 2023 | WK 2023 | Laatste 32   | Verloor met 10-6 van Hossein Vafaei     |
| 18. | 2023 / 2024 | WK 2024 | Laatste 32   | Verloor met 10-9 van Jack Lisowski      |
| 19. | 2024 / 2025 | WK 2025 | Laatste 16   | Verloor met 13-4 van Luca Brecel        |